# ジャイアニズム
ジャイアニズム（ジャイアン主義、剛田主義、剛田ニズム）とは、漫画およびアニメの『ドラえもん』に登場する主要キャラクターのひとりである剛田武（以下、ジャイアン）の作中における言動を、ジョーク的に思想と捉えるべく名づけられた名称である。

## 意味
1990年代以降みられる俗語であり、『ドラえもん』本編においてこの言葉は登場しない。
その起源は、「横取りジャイアンをこらしめよう」においてジャイアン本人が発した「おまえのものはおれのもの、おれのものもおれのもの」という言葉にあり、自らの所有物（占有物）については当然に自分の所有権を主張しつつ、他者の所有物に対してさえも全く法的な根拠なしにその他者の所有権を否定し、所有権が自分に属することを暴力的に主張するという、極端に利己主義、独占主義的な思想を指す。
学術的に統一した見解は出されておらず、識者によって定義が若干異なる場合がある。米川明彦の定義では、「おれのものはおれのもの、おまえのものもおれのもの」と考えること全般を「ジャイアニズム」としている。また、自己中心的な者に対する皮肉を込めた意味で「ジャイアニズム」と言う言葉が使われることもある。
2011年3月25日に放送されたアニメ第2期オリジナルストーリー「のび太のハチャメチャ入学式」では、小学校に入学したばかりの野比のび太がランドセルをトラックの荷台に落としてしまい、それを必死にジャイアンが追いかける理由として、『例えのび太の物であっても、俺の物と同じように必死になる』という意味でこの台詞を語るというエピソードが展開された。

## 原作『ドラえもん』における類型
「おまえのものはおれのもの、おれのものもおれのもの」という著名なセリフは、原作においては1度しか登場せず、類型として「タイムコピー」における「スネ夫の物はおれの物、おれの物もおれの物」があるのみである。
ジャイアニズムという用語は『俺様主義」という言葉にも言い換えられることからも明らかなように、他にも『ドラえもん』の作中においてジャイアニズムの類型と言える決めゼリフが以下の通り存在する。
（どちらの主張が正しいか考えずに）「正しいのは、いつもおれだ。」
「この町で、おれにかなうものはいない。おれは王様だ。」「さからうものは死けい！」「アハハ。いい気持ちだ。」
以下の台詞はもともとジャイアンのものではなく、初出時の「ドラミちゃん」の連載シリーズに登場していた「カバ田」というキャラクターのセリフである。容姿性格はジャイアンのジャイアニズムを踏襲している。
（漫画を返してくれないと抗議され）「いつかえさなかった!? えいきゅうにかりておくだけだぞ。」

## 他作品の使用
- TYPE-MOONのOVAシリーズ「カーニバル・ファンタズム」では、ギルガメッシュの性格についてキャスターが「人類最古のジャイアニスト」と発言している。

## 社会的影響

### 論考
ジャイアニズムという観点から発想を得て執筆された論考などには、以下のようなものがある。
- 井口, 誠 (2008-12-15), “お前のモノ(ブックマーク)は俺のモノ,俺のモノ(ブックマーク)も俺のモノ”, 情報処理 49 (12):  1419-1420(情報処理学会).
- 森田, 果; 松岡, 久和 (2008-02-15), “お前のものは俺のもの(1)優先権付与の理論的構造”, エヌ・ビー・エル(NBL) (875):  29-37(商事法務研究会).
- 森田, 果; 松岡, 久和 (2008-03-01), “お前のものは俺のもの(2)優先権付与の理論的構造”, エヌ・ビー・エル(NBL) (876):  33-48(商事法務研究会).
- 森田, 果; 松岡, 久和 (2008-03-15), “お前のものは俺のもの(3・完)優先権付与の理論的構造”, エヌ・ビー・エル(NBL) (877):  39-53(商事法務研究会).
- 森田, 果; 松岡, 久和 (2009), “お前のものは俺のもの――優先権付与の理論構造”, 私法 2009 (71):  172-175(日本私法学会).

### 商品化
ジャイアニズムという用語を宣伝文句としているものでは、「ドラえもんジャイアン猛言トランプ」という商品がエンスカイより発売されている。発売直後はオンラインショップなどで売り切れが続出し、内容については「凄まじい勢いの“ジャイアニズム”をフィーチャーしている。」とも報じられた。

### 音楽
ヴィジュアル系音楽バンドグループのナイトメアが、ジャイアニズムを標榜したベスト・アルバムを発表している。なお、ナイトメアは結成当時から、ジャイアニズムの精神を掲げて活動していたことで知られている。
- ジャイアニズム 〜ナイトメアのくせに生意気だぞ〜
- ジャイアニズム〜お前の物は俺の物〜
- ジャイアニズム〜俺の物は俺の物〜